# SC Köln-Mülheim Nord

Vereinswappen

Der Sportverein SC Köln-Mülheim Nord (offiziell: SC Mülheim-Nord von 1919 e. V.) ist ein Fußballverein im rechtsrheinischen Köln. Aktuell zählt der Verein 250 Mitglieder. Seine Heimspiele trägt er auf der Sportanlage an der Rixdorfer Straße aus. Seit der Saison 2011/2012 wird die Platzanlage auch Nordpark genannt. Am Trainings- und Spielbetrieb nehmen (Stand: Saison 2014/15) eine Seniorenmannschaft (I. Herren) und vier Juniorenteams teil. Die erste Mannschaft spielt derzeit in der Kreisklasse A (Kreis Köln).

## Geschichte

### Die Anfänge
1919 wurden auf dem Exerziergelände des ehemaligen Infanterie-Regiments 16 (Hacketäuer) die ersten Torstangen aufgestellt. Schon nach kurzer Zeit konnte der erste Sportplatz angelegt werden. „Litze Weed“ (Weide vom Gutshof Schönrath der Familie Litz) wurde jenes Stück Weideland genannt, das später durch die Siedlung „Im Winkel“ begrenzt wurde. Mit Hacke und Schaufel schufen sich die Spieler und Mitglieder des Vereins die Möglichkeit, ihrem Hobby nachzugehen und Fußball zu spielen.
Der in Eigenregie geschaffene Sportplatz wurde zwar bis 1925 auch von der damaligen englischen Besatzung benutzt und dadurch der Spielbetrieb zum Teil behindert, aber die Situation brachte auch Vorteile. So brachten die Engländer, die ja aus dem Mutterland des Fußballs kamen, nicht nur so manch einem „Stroppen“ das Spielen bei, sondern sie sorgten auch stets für gute Stimmung und so war eigentlich immer etwas los auf dem „Rasquinplatz“. Manch einer dieser Jungen, die bei den Tommys das Spielen lernten, wurde später ein erstklassiger Spieler der 1. Mannschaft.
Die Zeit, die der SC Köln-Mülheim Nord auf dem Rasquingelände spielte, dürfte unzweifelhaft die stolzeste und traditionsreichste Zeit des Vereins gewesen sein. Manch einer der großen Vereine im Fußballsport erlebte dort das Fußballsterben. Damals zählte der Verein 1.000 Mitglieder und zu den Spielen kamen mehrere Tausend Zuschauer. Da ging ganz Mülheim mit Kind und Kegel zum Fußballspiel, selbst wenn die Mannschaft auswärts ran musste – und das zu Fuß! Auf dem Heimweg wurden dann die alten Fußballlieder gesungen, auch wenn das Spiel verloren wurde. Diese einmalige Zusammengehörigkeit ließ auch nicht nach, als 1933 die Vereine gleichgeschaltet wurden und man den Arbeiter-Sport-Verein Mülheim Nord der Einfachheit halber zwei Polizeibeamten des Reviers unterstellte.
Aber gerade in dieser Zeit sollten die Mülheim-Nordler in die Popularität hineinwachsen. Der damalige Vorsitzende Hans Weckauf überwand auf seine Art die in dieser schwierigen Zeit gegebenen Spannungen und stellte sich wiederholt gegenüber den damaligen Machthabern, vor seine Nord-Jungs, oder wie man sie damals nannte, die Blau-Weißen.
Da das Ansehen eines Vereins in Mülheim seinerzeit daran gemessen wurde, ob er in der Lage war, die Stadthalle bei Vereinsfestlichkeiten zu füllen, fanden diese auch dort statt. Darüber hinaus trug selbstverständlich der sportliche Erfolg der Fußballer mit dazu bei, den Bekanntheitsgrad über den Mülheimer Norden hinaus zu erhöhen. Der SC Nord wurde damals Sieger in der sogenannten Aufnahmeklasse und damit ein gefragter Gegner, auch in Freundschaftsspielen.

### Kriegszeit
1942 wurden fast alle Spieler der Fußballmannschaften zum Wehrdienst eingezogen. Der Spielbetrieb konnte nur noch mit der 1. Jugendmannschaft durchgeführt werden. Schließlich wurde der Spielbetrieb ganz eingestellt und der Sportplatz am Rasquin ging im Zuge der Rüstungswirtschaft für den Verein verloren. Noch bis Ende der 1950er Jahre konnte man ein Tor des ehemaligen Sportplatzes auf dem Gelände der Firma Rasquin als wehmütige Erinnerung stehen sehen.

### Neubeginn nach 1945
In den Trümmern des Stadtteils Mülheim-Nord wurde der SC Nord 1945 wieder neu gegründet und das Vereinsleben wurde fortgesetzt. Der Rasquinplatz war nicht mehr, viele Spieler waren gefallen, andere in Gefangenschaft und einige waren gesundheitlich nicht mehr in der Lage, zu spielen. Doch man gab nicht auf. Nach kurzer Zeit konnte erreicht werden, nicht zuletzt auf Initiative des Vorsitzenden Willi Schirrmacher, dass der Verein den Sportplatz am Fort XI (jetzt Winfriedia Mülheim) erhielt. Man spielte wieder Fußball und nicht nur das: neben Fußball wurde auch Handball gespielt, geboxt und gerungen. Die Wassersportler machten sich als Kanuverein selbständig. Schließlich blieb nur der Fußball übrig, der dafür aber umso erfolgreicher. Nach kurzer Zeit gelang der Aufstieg in die 1. Kreisliga und dann in die Bezirksklasse. Weil daraufhin fast die gesamte Sturmreihe von Nachbarvereinen abgeworben wurde, stieg man wieder in die 1. Kreisliga ab.
1957 wurde der Wiederaufstieg in die Bezirksliga geschafft. Einen wesentlichen Anteil an diesem Erfolg hatte Fritz Zündorf, der anfangs als Spielertrainer und anschließend als Trainer beim SC Nord lange Jahre tätig und aktiv war. Nach zwei Jahren konnte im 40. Jubiläumsjahr 1959 der Aufstieg in die Landesliga Mittelrhein gefeiert werden. Bis zum Jahr 1963 konnte die Landesliga gehalten werden, doch dann musste der SC Nord am grünen Tisch absteigen. Obwohl dem Verein die Verbandsspruchkammer Mittelrhein die Punkte aus dem Spiel gegen Bayer 04 Leverkusen (2. Mannschaft) zugesprochen hatte, entschied das Verbandsgericht des WFV gegen den SC Nord, was den Abstieg bedeutete. Im zweiten Bezirksligajahr konnte die 1. Mannschaft den Wiederaufstieg in die Landesliga sicherstellen.

### Der Nordplatz entsteht
Schon seit 1933 wurde immer wieder davon gesprochen, an der Rixdorfer Straße, auf dem ehemaligen Gelände des Kortlang-Kieslochs einen Sportplatz zu errichten. Doch erst nachdem beschlossen worden war, an der Tiefentalstraße den Neubau einer Schule zu errichten, nahm der Plan eines Sportplatzes Gestalt an. Nach langen Verhandlungen, an denen der Vorsitzende Willi Schirrmacher maßgeblich beteiligt war, wurde dem SC Nord die Platzanlage an der Rixdorfer Straße zugesprochen und schließlich am 19. Oktober 1963 übergeben. Nachdem der SC Nord 1967 in die Bezirksklasse abgestiegen war, gelang der 1. Mannschaft im Jubiläumsjahr 1969 wiederum der Aufstieg in die Landesliga.

### Die 1970er Jahre – Die Ära Karl-Heinz Reincke
In den folgenden Jahren machte sich mit Karl-Heinz Reincke ein Mitglied um den sportlichen Erfolg des SC Nord besonders verdient. 1972 feierte man die Landesligameisterschaft und den erstmaligen Aufstieg in die Verbandsliga Mittelrhein, in der man sich die folgenden drei Jahre etablierte.
Nachdem dann 1975 Karl-Heinz Reincke als Spieler und Mäzen den Verein verlassen hatte, meldete sich die gesamte 1. Mannschaft vom Verein ab. Alle erwarteten nun, dass der SC Nord darauf verzichten würde, mit einer 1. Mannschaft in der Verbandsliga weiterzuspielen. Das hätte dann jedoch bedeutet, dass die 2. Mannschaft in der Kreisliga B als 1. Mannschaft hätte weiterspielen müssen. Doch der am 27. Juni 1975 neu gewählte Vorstand beschloss, mit den Spielern den sportlichen Weg zu gehen.
Die einzigen verbleibenden Spieler Düster und Kaschel bildeten mit den Spielern Hövels und Wartenberg sowie Spielern der 2. und 3. Mannschaft, dem Jugendbereich, der Alten Herren und mit einigen Neuzugängen eine komplett neue 1. Mannschaft. Diese Mannschaft konnte natürlich keinen Abstieg verhindern, hinterließ jedoch am Mittelrhein mit ihrer sportlichen Einstellung einen nachhaltigen Eindruck.
Ebenfalls konnten in dieser Zeit viele ehemalige Mitglieder zu neuen Aktivitäten für den Verein wiedergewonnen werden. Hier muss besonders das Ehepaar Winkler der Firma Trans-o-flex erwähnt werden, die dem Verein schon lange verbunden waren. Mit ihrer fördernden Hilfe konnte so manch kritische Situation überwunden werden. Sonst hätte der Verein neben dem sich abzeichnenden sportlichen Niedergang auch der finanzielle Zusammenbruch gedroht – denn die Kasse war leer!

### Die 1980er Jahre – Die Talfahrt des Traditionsclubs
Die 1. Mannschaft konnte dann bis 1978 die Landesliga halten, doch der Aderlass von 1975 war zu groß. Vier Jahre konnten sich die Blau-Weißen aus Mülheim-Nord schließlich noch in der Bezirksliga behaupten. War die Mannschaft unter Trainer Peter Rolle – schlechthin die Stimmungskanone – nicht zuletzt auch wegen der stets guten Kameradschaft in der Bezirksliga verblieben, so kam es unter dem neuen Trainer Helmut Förster an der Rixdorfer Straße bereits zu Saisonbeginn 1983/ 84 für den SC Nord mal wieder knüppeldick. Erfolgsgaranten der letzten Jahre (unter anderem Friedhelm Becker, Bernhard Sälzer, Manfred Gustav, Willi Jung und Waldemar Wartenberg) hatten mittlerweile den Verein verlassen. 
Und alle Versuche, mit neuen Leuten und Eigengewächsen den Klassenerhalt langfristig zu sichern, schlugen in der Saison 1983/84 am Ende fehl. Selbst ein lang erwarteter Trainerwechsel („Jacky“ Hövels für Neuling Förster) wenige Tage vor Saisonschluss, konnte den Abstieg nicht verhindern. Einige Vorgänge im Umfeld, ein zu später Trainerwechsel sowie das treue Pech einer Mannschaft im Tabellenkeller waren wohl ausschlaggebend für den endgültigen Niedergang des Traditionsclubs SC Köln-Mülheim Nord in die Versenkung der Kreisliga A. Zu diesem Zeitpunkt konnte mit Sicherheit niemand ahnen, dass dieser Abstieg eine zehnjährige Abstinenz auf Mittelrheinebene zur Folge haben würde.
Bereits im folgenden Jahr mussten die Verantwortlichen des SC Nord als undankbarer Tabellenzweiter erstmals erfahren, wie schwer es werden würde, sich aus diesem Tal wieder zu verabschieden. Die errungene Vizemeisterschaft konnte zwar als Erfolg bewertet werden, der direkte Wiederaufstieg war jedoch verfehlt. In den nächsten vier Jahren kam es bei einigen Verantwortlichen schon fast zur Resignation bezüglich des erklärten Zieles: Bezirksligaaufstieg! 
Einige Rückschläge hatten dieser Situation Nahrung gegeben. So wurden in Folge „nur“ Tabellenplätze der oberen Tabellenhälfte erzielt und eine fast unersetzbare langjährige Persönlichkeit stand dem Verein urplötzlich von heute auf morgen nicht mehr zur Verfügung: Walter Fischer.
Walter Fischer war neben Willi Schirrmacher einer der Macher der 60er, 70er und 80er Jahre. Er verstarb völlig unerwartet am 16. Mai 1987. Eine jahrelange Institution bei den Blau-Weißen trat ab. Nach nur einjähriger Einarbeitungszeit und vormaliger Jugendvorstandstätigkeit musste der damals 26-jährige 2. Geschäftsführer Dieter Freisewinkel nun versuchen, einen halbwegs ordentlichen Übergang im geschäftsführenden Bereich zu realisieren. Die in Doppelfunktion ausgeübte Kassierertätigkeit von W. Fischer wurde in die Hände des alten Nordlers und Ex-Vorstandsmitgliedes Hilmar Kuhn gelegt. In dieser Zeit wurde wohl einigen Mitgliedern erstmals überdeutlich, welches Vakuum durch den Tod von Walter Fischer entstanden war. 
Neben einigen Änderungen im sportlichen wie im Vorstandsbereich des SC Nord tat sich auch etwas mit der Sportanlage auf der Rixdorfer Straße. So wurde – nach der Errichtung des Umkleidehauses 1968–1985 endlich die erhoffte und beantragte Flutlichtanlage installiert. Ein Jahr später folgte die Tennenauflage, Zuschauerränge und Sportplatzumrandung wurden erneuert. Die Kosten wurden von der Stadt Köln übernommen.

### Die 1990er Jahre: Erster Silberstreifen am Horizont – dann Aufstieg!
Nach einigen Turbulenzen erschien 1989 endlich auch im sportlichen Bereich wieder ein Lichtblick am Horizont. Die 1. Mannschaft hatte es nach langer Zeit geschafft, die treuen Anhänger in ihren Bann zu ziehen. Aber trotz etlicher guter Vorsätze und einer gut verlaufenden Saison wurde es am Ende wieder nichts mit dem Aufstieg. Die Sportfreunde 93 hatten zum Schluss den längeren Atem; doch nicht zuletzt aufgrund einer guten Kameradschaft konnten alle Leistungsträger gehalten werden. Der siebte Anlauf konnte genommen werden.
Die Spielzeit 1990/91 sorgte dann für einige Ereignisse, über die einige alteingesessene Mitglieder mit Sicherheit heute noch sprechen. Zunächst spielte die 1. Mannschaft eine glanzvolle Saison und hielt bis zum vorletzten Spieltag die Tabellenspitze. Doch am Ende reichte es wieder nur zum Vizemeister!
Da man seit fast drei Jahren mit nahezu der gleichen Mannschaft den Wiederaufstieg nicht hatte erreichen können, ging der Vorstand den harten Weg und vollzog einen totalen Schnitt in der Mannschaft. Zum Beginn der Spielzeit 1992/93 wurden zwölf neue, junge und unbekannte Spieler an die Rixdorfer Straße geholt. Nach zum Teil heftigem Abstiegszittern belegte man am Ende der Spielzeit immerhin noch Tabellenplatz 9. Nach einem Jahr der Enthaltsamkeit war die Vereinsführung zu Beginn der Saison 1993/94 erneut bereit zu investieren. Man wollte sich mit dem neuen Coach Willi Schneider und einigen neuen Spielern ein anderes Ziel setzen. Bereits im März 1992 hatte der SC Nord durch den Tod seines langjährigen Vorsitzenden Willi Schirrmacher wohl einen der letzten eingefleischten Blau-Weißen verloren. 40 Jahre der Vereinsgeschichte hatte dieser Mann maßgeblich mitgeschrieben und mit seinem Einsatz sowie all der ihm zur Verfügung stehenden Energie stets seinem Lebenswerk, dem Arbeiterverein SC Köln-Mülheim Nord, gewidmet. 
Endlich gelang den Blau-Weißen in der Saison 1993/94 unter Trainer Wilhelm Schneider der Aufstieg! Das war sogar der Kölnischen Rundschau einen einseitigen Artikel in der Ausgabe vom 6. Juni 1994 wert. Unter der Überschrift „Nach über zehn Jahren kehrt Mülheim-Nord in die Bezirksliga zurück“ berichtete die renommierte Tageszeitung ausführlich über diesen Erfolg. Und die Rundschau war nicht die einzige Zeitung, die über den Verein schrieb. Zahlreiche Artikel erschienen in weiteren bekannten Tageszeitung der Region.

## Aktuelle Situation

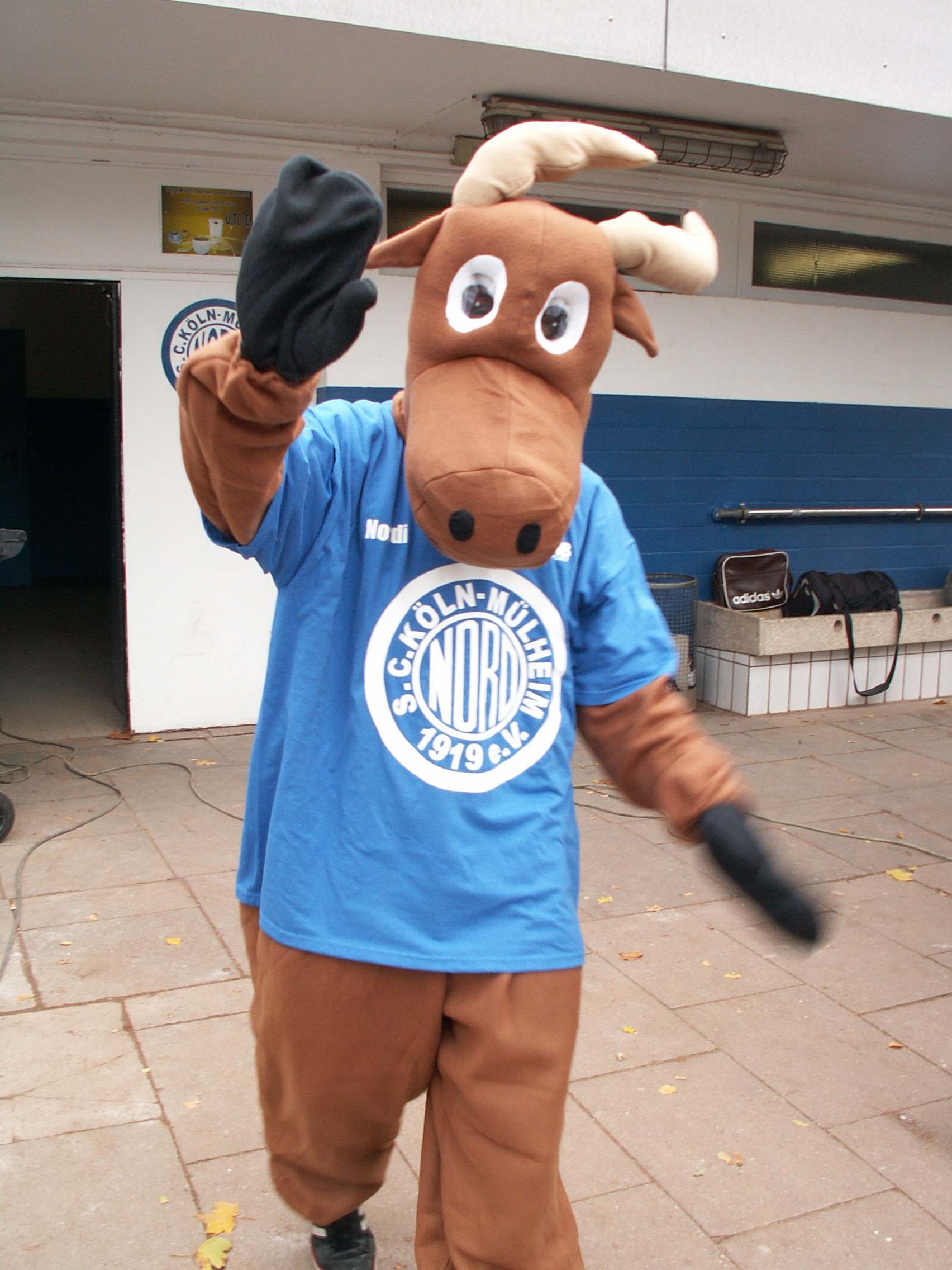
Maskottchen der Junioren - Nordi Nordstrøm

Der Verein erlebt seit der Saison 2011/2012 wieder sportlichen Aufwind. Auch wurden ein Vereinsmagazin und ein Maskottchen ins Leben gerufen. 
Mit dem Vereinsmagazin NORDPARK-Junior startete in der Saison 2011/12 das neue Jugendmagazin, das nach Bedarf erscheint. Zu Beginn und am Ende der Saison werden die Sonderhefte NORDPARK-Start und NORDPARK-Finale veröffentlicht. Seit der Saison 2012/13 hat die Jugendabteilung des Vereins ein eigenes Maskottchen. Es trägt den Namen Nordi Nordstrøm und stellt einen Elch dar, der bei Turnieren und den Meisterschaftsspielen der Junioren auftritt. Der Glücksbringer dient der Motivation der jungen Kicker.
In der Saison 2013/14 stieg die erste Mannschaft als Meister in die Kreisklasse A auf. Nach einem fast schon uneinholbaren Rückstand von 13 Punkten auf den Favoriten, TuS Stammheim, konnte die Mannschaft unter Spielertrainer Muzaffer Yilmaz den nicht mehr für möglich gehaltenen Aufstieg mit einer starken Rückrunde doch noch realisieren.
Mit Markus Kurth konnte zum 1. Juli 2014 überraschend ein ehemaliger Fußballprofi für den vakanten Trainerposten verpflichtet werden. 